# Pederastia

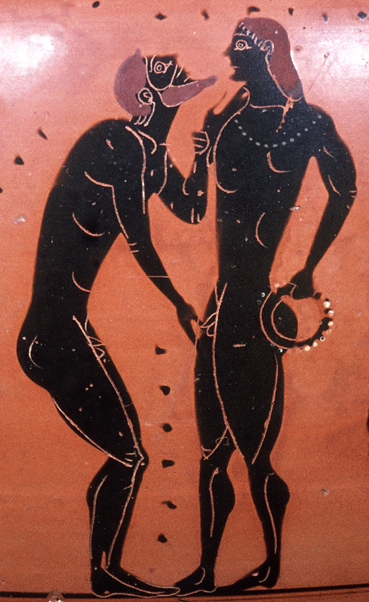
Cena de pederastia: o erastas (amante) toca o queixo e a genitália do eromenos (amado). Pintura sobre ânfora ática, c. 540 a.C)

O termo pederastia (do grego clássico composto de παῖς, "criança", e ἐράω, "amar") designa o relacionamento erótico entre um homem adulto e um rapaz adolescente. Por extensão de sentido, foi um termo bastante utilizado para designar até então a homossexualidade enquanto perversão sexual.

## História
Designava, na Antiguidade grega, uma instituição existente em praticamente toda a sua história embora com diferentes visões, segundo a área geográfica, que variavam desde a aceitação total até a recusa absoluta. A própria natureza do relacionamento variava entre o estritamente afetuoso e romântico, sem qualquer tipo de intercurso sexual, até o ato sexual como única razão de ser da relação.
A cultura ocidental atual desencoraja que a prática homossexual seja considerada como pederastia. De fato, evita-se a utilização desta palavra quando se fala em sexualidade.
Em algumas situações, a pederastia era vista como uma questão de fascínio estético; em outras era inserida na educação dos adolescentes do sexo masculino, rapazes de famílias de boa posição social, por parte dos pedagogos - varões maduros. Geralmente estes pedagogos tinham o papel de mestres para estes rapazes, ensinando-lhes algum ofício.
Em outros casos, era conveniente para uma família que seu filho homem pudesse conseguir um mestre de prestígio, e desta forma ascender socialmente. Com frequência, o relacionamento entre ambos ultrapassava a mera amizade, ganhando contornos de relacionamento amoroso e, por vezes, também sexual e de poder do mestre sobre o adolescente. Esses relacionamentos eram tão difundidos na Grécia Antiga que Platão os considerava como um elemento de distinção entre a civilização helênica e as culturas bárbaras (de βάρβαρος, "não grego"). Porém, segundo William Percy, o costume não foi institucionalizado na Grécia até o século VII a.C., quando o amasiamento era proibido ou fortemente desencorajado para os homens com menos de 30 anos.
A pederastia era conhecida também fora da tradição grega. Em várias outras sociedades, o principal objeto de amor homossexual masculino era o adolescente. Tais relações eram conhecidas na Coreia, Japão, China, onde o contato entre homens e mulheres era severamente limitado.

## Pedofilia e pederastia
A pedofilia, como é por vezes identificada, é geralmente considerada como um tipo de perversão sexual caracterizada pela atração física (ou de outra ordem) por crianças até a puberdade, sejam elas do sexo masculino, feminino ou ambos, sendo mesmo classificada como uma doença mental pela Organização Mundial da Saúde. Vale ressaltar, que os pedófilos podem ser de ambos os sexos (homens ou mulheres) e de todas as orientações sexuais, incluindo, além de homossexuais, heterossexuais, bissexuais etc. Eis o motivo pelo qual o termo "pederasta" ou "pederastia" é modernamente rechaçado.

## Crime militar de pederastia
No Brasil, existe no Código Penal Militar o chamado "crime de pederastia" que não tem a ver com a definição clássica do termo (relação entre adulto e adolescente), e se refere a atos libidinosos, sejam homossexuais ou heterossexuais, praticados exclusivamente por militares e no âmbito da administração militar.